# Монтт, Альберто
Альберто Хосе Монт Москосо (исп. Alberto José Montt Moscoso; род. 22 декабря 1972, Кито, Эквадор) — чилийский художник-график и карикатурист. Широко известен своими онлайн-комиксами под названием Dosis diarias (буквально «Ежедневные дозы», или «Принимать ежедневно»), которые он публикует с 2006 года и по настоящее время.
Родился в Эквадоре, сын чилийца Альберто Монтта и эквадорки Консуэло Москосо. Изучал графический дизайн и пластические искусства в Кито. После окончания школы основал дизайнерскую фирму и стал публиковать свои произведения в журналах Gestión, Дайнерс Клаб и приложении «La pandilla» к газете «El Comercio».
В 1998 году он переехал в Сантьяго-де-Чили. Сначала писал по найму для газеты El Mercurio. После этого, он работал для журналов Qué Pasa, Capital и Blank, а также иллюстрировал несколько детских книг.
Опубликовал несколько книг-комиксов (сборников карикатур), в том числе, Увидеть и не поверить (2001), Принимать ежедневно (2008), ¡Mecachendié! (2012) и Кодекс дружбы Чивас Ригал (2012). В 2010 году он был номинирован на Премию Альтасор в разделе «Графический дизайн и иллюстрация» за участие в сборнике Буквальные рецепты. В следующем году немецкая вещательная сеть «Немецкая волна» наградила его премией The BOBs «лучший блог на испанском языке» за его фейсбук-проект Dosis diarias (Принимать ежедневно).